# Topola Lesznowska
Topola Lesznowska – pomnik przyrody, topola biała (białodrzew) uznawana za najgrubsze i najstarsze drzewo tego gatunku w Polsce. 
Znajdowało się w parku Karpinek na terenie miejscowości Leszno w powiecie warszawskim zachodnim. 
Obwód w najgrubszym miejscu (10 cm nad ziemią) wynosił ponad 14m, niewiele drzew w kraju miało większy obwód na tej wysokości.  Natomiast obwód na wysokości 130 cm od podstawy wynosił 991 cm. Drzewo to miało kiedyś 5 konarów. Topola miała około 330 lat.
W nocy z 4 na 5 maja 2012 roku z przyczyn naturalnych drzewo uległo całkowitemu złamaniu. Jego oględziny przeprowadzone kilka lat wcześniej wykazały, że jest całkowicie spróchniałe i nie nadaje się do przeprowadzenia skutecznych zabiegów pielęgnacyjnych.